# Calendrier attique
Le calendrier attique, en vigueur à Athènes dans l'Antiquité, est le plus connu des calendriers grecs. Il est de type luni-solaire.

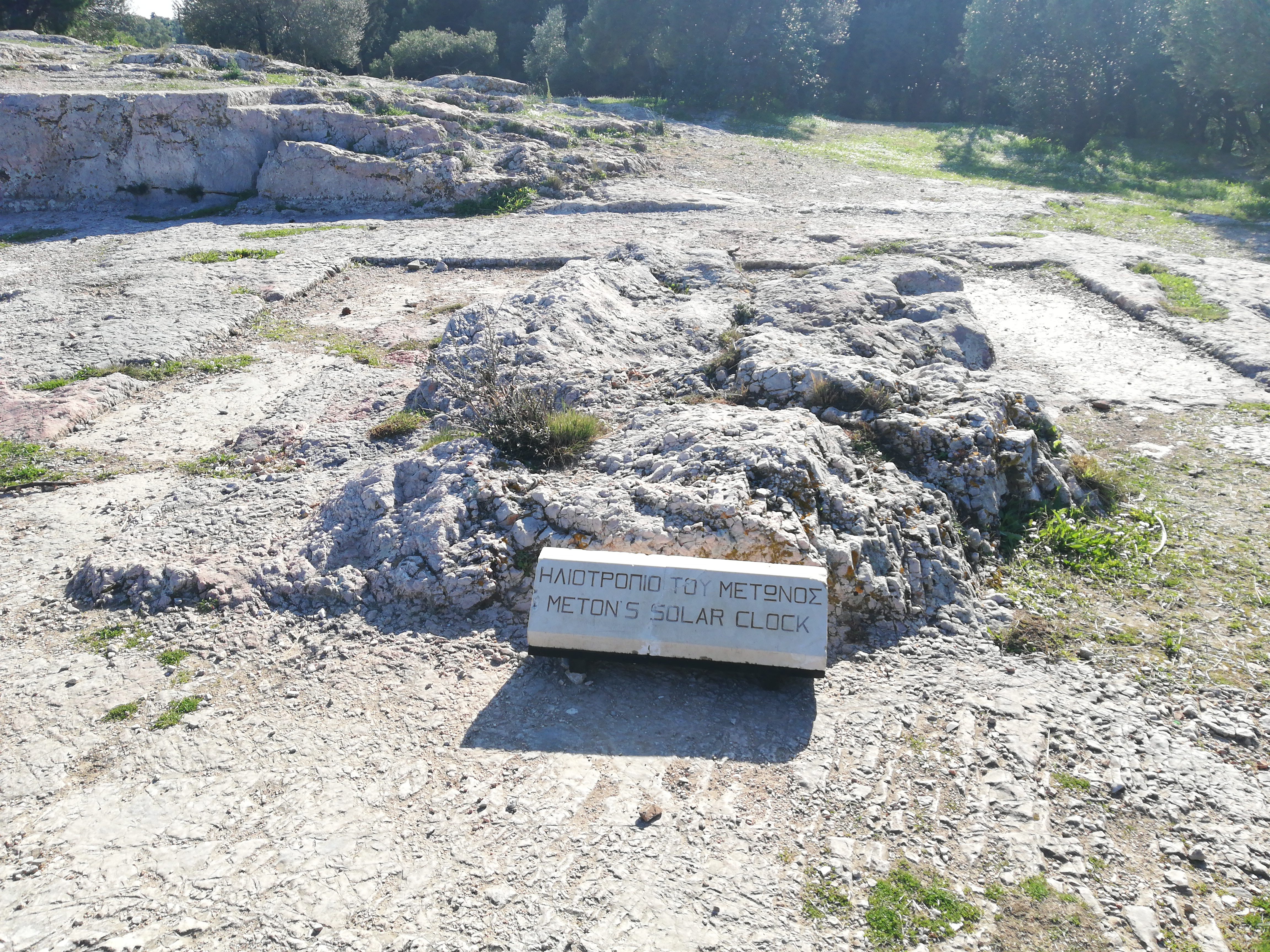
Lieu de l'horloge solaire de Méton d'Athènes, sur la colline du Pnyx à Athènes, construite dans la deuxième moitié du Ve siècle avant notre ère. Ce type d'horloge est probablement un des outils qui permit les calculs nécessaires à la création du calendrier attique.

## Les différents cycles
L'année athénienne se compose de douze mois lunaires. À l'origine, chaque mois compte trente jours exactement. Pour une meilleure concordance avec le cycle lunaire, une alternance de mois de vingt-neuf jours (κοῖλοι μῆνες / koîloi mễnes) et de trente jours (μῆνες πλήρεις / mễnes plếreis) est ensuite mise en place. L'année est donc de 354-355 jours, soit 10-11 jours en moins par rapport à l'année solaire. Pour y remédier, on intercale un treizième mois de trente jours tous les trois ans. C'est ce que l'on appelle un cycle « triétérique ». L'année de treize mois est dite « embolismique ».
L'année se trouvant encore trop longue par rapport au cycle solaire, une autre correction est ensuite appliquée au Ve siècle av. J.-C., celle du cycle « octaétérique ». Dans ce système, trois mois intercalaires sont insérés dans un cycle de huit années au lieu de neuf. Dans cette période de huit ans, on compte donc trois années à treize mois : la troisième, la cinquième et la huitième.
D'autres cycles ont également été envisagés au cours de l'histoire athénienne. Ainsi, Méton, sous Périclès, met au point un cycle de dix-neuf ans (voir Cycle métonique) ; Callippe de Cyzique, au IVe siècle av. J.-C., invente pour sa part le cycle de soixante-seize ans.

## Jours fastes et néfastes
Comme d’autres calendriers antiques comme le calendrier romain, le calendrier attique comporte des jours fastes, considérés comme favorables aux activités humaines, et d’autres néfastes. Par exemple, le premier jour de la fête des Plyntéria, durant le mois de Thargélion, qui est fixé au jour de la mort d’Aglauros, est considéré comme néfaste. Ainsi, quand Alcibiade revient à Athènes, il débarque au Pirée ce jour des Plyntéria, et son retour est dès lors considéré comme funeste.

## Mois du calendrier
Cette notion de cycle, et surtout l'intercalation d'un mois supplémentaire, rendent impossible toute correspondance avec le calendrier grégorien actuellement utilisé dans la plus grande partie du monde. L'écart peut représenter jusqu'à un mois entier.
Les noms des mois sont liés aux fêtes religieuses (au moins aux Ve – IVe siècle av. J.-C.) célébrées dans le mois. L'année commençait en principe à la première nouvelle lune suivant le solstice d´été mais, à cause des décalages, il pouvait arriver que l'année commençât à la seconde nouvelle lune.
Les Grecs distinguent trois saisons : printemps, été et hiver, représentées par les trois Heures (Horai), même si une division en deux de l'année est fréquente. Ce n'est qu'après la conquête romaine que se répand la division en quatre saisons.

### Été (Θέρος)
| Nom          | Nom grec                    | Signification                            | Durée    | Équivalent plus ou moins à | Fêtes principales                                                       |
| Hécatombéon  | Ἑκατομϐαιών / Hekatombaiốn  | « le mois de la fête de l'hécatombe »    | 30 jours | juillet                    | fêtes de la Paix, Synoikia ; Panathénées, jeux le 27, procession le 28. |
| Métageitnion | Μεταγειτνιών / Metageitniốn | « le mois de la fête des déménagements » | 29 jours | août                       |                                                                         |
| Boédromion   | Βοηδρομιών / Boêdromiốn     | « le mois de la fête des Boédromies »    | 30 jours | septembre                  | initiation à Eleusis ; Brauronia                                        |

### Automne (Φθινόπωρον)
| Nom          | Nom grec                    | Signification                             | Durée    | Équivalent plus ou moins à | Fêtes principales |
| Pyanepsion   | Πυανεψιών / Pyanépsiốn      | « le mois de la fête des Pyanepsies »     | 30 jours | octobre                    | Épitaphies        |
| Maimactérion | Μαιμακτηριών / Maimakteriốn | « le mois de Zeus Maimaktês (Impétueux) » | 29 jours | novembre                   |                   |
| Poséidéon    | Ποσειδεών / Poseideốn       | « le mois de Poséidon »                   | 29 jours | décembre                   | Dionysies rurales |

Le mois intercalaire de 30 jours s'insère entre poséidéon et gamélion. Il s'appelle poséidéon 2 (Ποσειδεών ϐ, δεύτερος ou ὕστερος) et se situe à peu près sur décembre–janvier. Il prendra le nom de Ἁδριανιών / Hadrianiốn (mois d'Hadrien) en l'honneur de l'empereur Hadrien au IIe siècle ap. J.-C., preuve de la survivance de ce calendrier à l'époque impériale.

### Hiver (Χεῖμα)
| Nom          | Nom grec                   | Signification                                              | Durée    | Équivalent plus ou moins à | Fêtes principales  |
| Gamélion     | Γαμηλιών / Gameliốn        | « le mois des mariages »                                   | 30 jours | janvier                    | Lénéennes          |
| Anthestérion | Ἀνθεστηριών / Anthestêriốn | « le mois des fleurs », en l'honneur de Dionysos           | 29 jours | février                    | Anthestéries       |
| Élaphébolion | Ἐλαφηϐολιών / Elaphêboliốn | « le mois d'Artémis Elaphêbolos (qui poursuit les cerfs) » | 30 jours | mars                       | Dionysies urbaines |

### Printemps (Ἔαρ)
| Nom          | Nom grec                   | Signification                                                 | Durée    | Équivalent plus ou moins à | Fêtes principales |
| Mounikhion   | Μουνιχιών / Mounikhiốn     | « le mois d'Artémis Munichia (de la ville de Munichie) »      | 29 jours | avril                      | Artémisia         |
| Thargélion   | Θαργηλιών / Thargêliốn     | « le mois des Thargélies, en l'honneur d'Artémis et d'Apollon | 30 jours | mai                        | Thargélies        |
| Scirophorion | Σκιροφοριών / Skirophoriốn | « le mois des Scirophories » en l'honneur d'Athéna            | 29 jours | juin                       | Scirophories      |

## Les jours du mois
Chaque mois est censé débuter à la nouvelle lune. En conséquence, le premier jour se nomme νουμηνία / noumênía (« nouvelle lune ») et le dernier, ἔνη καὶ νέα / énê kaì néa (« vieille et nouvelle »). Chaque mois se compose de trois décades :
1. μηνὸς ἱσταμένου (ou ἀρχομένου) / mênòs istamenou (ou arkhoménou), « la décade du mois qui commence » ;
2. μηνὸς μεσοῦντος / mênòs mesoũntos, « la décade du milieu du mois » ;
3. μηνὸς φθίνοντος / mênòs phthínontos, « la décade du mois qui finit ».

La dernière décade présente la particularité que ses jours sont décomptés à rebours.
| Jours du mois | 1re décade          | Jours du mois | 2e décade         | Jours du mois | 3e décade (30 jours)      | 3e décade (29 jours)      |
| 1             | νουμηνία / noumênía | 11            | πρώτη / prốtê     | 21            | δεκάτη / dekátê           | ἐννάτη / ennátê           |
| 2             | δευτέρα / deutéra   | 12            | δευτέρα / deutéra | 22            | ἐννάτη / ennátê           | ὀγδόη / ogdóê             |
| 3             | τρίτη / trítê       | 13            | τρίτη / trítê     | 23            | ὀγδόη / ogdóê             | ἑϐδόμη / hebdómê          |
| 4             | τετάρτη / tetártê   | 14            | τετάρτη / tetártê | 24            | ἑϐδόμη / hebdómê          | ἕκτη / héktê              |
| 5             | πέμπτη / pémptê     | 15            | πέμπτη / pémptê   | 25            | ἕκτη / héktê              | πέμπτη / pémptê           |
| 6             | ἕκτη / héktê        | 16            | ἕκτη / héktê      | 26            | πέμπτη / pémptê           | τετάρτη / tetártê         |
| 7             | ἑϐδόμη / hebdómê    | 17            | ἑϐδόμη / hebdómê  | 27            | τετάρτη / tetártê         | τρίτη / trítê             |
| 8             | ὀγδόη / ogdóê       | 18            | ὀγδόη / ogdóê     | 28            | τρίτη / trítê             | ἐννάτη / ennátê           |
| 9             | ἐννάτη / ennátê     | 19            | ἐννάτη / ennátê   | 29            | δευτέρα / deutéra         | ἔνη καὶ νέα / énê kaì néa |
| 10            | δεκάτη / dekátê     | 20            | δεκάτη / dekátê   | 30            | ἔνη καὶ νέα / énê kaì néa | _                         |

## Le calendrier attique en débat

### Des informations lacunaires
La difficulté est de déterminer comment, précisément, les Athéniens combinaient le calendrier de douze mois lunaires (354 à 355 jours) avec le calendrier solaire de 365 jours 1/4 (365,2422... jours) qui détermine les saisons. La différence est de 10 ou 11 jours par an.
Certains avancent que le calendrier athénien obéit au cycle de Méton ou d'autres astronomes mais rien ne le prouve. 

En réalité, les certitudes nous manquent car aucun auteur antique ne l'a clairement décrit. À notre connaissance, seul Philocore a composé un livre sur le calendrier athénien mais celui-ci est perdu. À la limite, on pourrait croire que les Athéniens eux-mêmes ne savaient pas exactement à quoi s'en tenir. Ainsi, Aristote dit clairement que les calendriers grecs sont mal faits. D'autres remarques de ce genre se retrouvent dans la littérature grecque : Aristophane, se moque du hiéromnemon chargé du calendrier en disant que c'est de sa faute si la pagaille règne dans la conduite des dates et du temps.

### La dispute Meritt-Pritchett
L'organisation du calendrier athénien donna lieu à une polémique entre deux professeurs de célèbres universités américaines. Le professeur B.D. Meritt, de Princeton (côte Est des États-Unis) estimait que les Athéniens disposaient d'un calendrier préétabli. Connaissant précisément la durée du cycle lunaire et le mouvement apparent du soleil, ils ajustaient le calendrier en conséquence, ajoutant un ou plusieurs jours quand il le fallait pour combiner les deux cycles. Ils faisaient alterner des mois de 29 et 30 jours, le décalage avec le cycle des saisons étant ensuite comblé par l'instauration de jours complémentaires à la fin de tel ou tel mois.
W. K. Pritchett, ancien collaborateur de Meritt, de Berkeley (sur la côte Ouest), répliqua qu'il était tout aussi probable que les Athéniens ne calculassent rien du tout, et qu'ils harmonisassent de manière empirique les calendriers lunaire et solaire. Si les Athéniens, disait-il, étaient si savants dans l'art de compter le temps, pourquoi se moquaient-ils ouvertement de sa mauvaise gestion ? 
Par le biais d'articles et de livres, Meritt et Pritchett alimentèrent la controverse depuis les années 1960 jusqu'à leur retraite dans les années 80. Aucun ne parvint à convaincre de façon décisive. Aujourd'hui encore, on manque de certitudes quant au fonctionnement du calendrier athénien.
Le problème vient du fait que les Athéniens utilisaient à la fois cycle solaire des équinoxes et des solstices et le cycle lunaire ; le premier pour fixer le début et la fin des années, le second pour fixer le début et la fin des mois. Or, le calendrier lunaire alterne 12 mois de 29 ou 30 jours, et le calendrier solaire est presque exactement de 365 jours 1/4. Chaque année il y avait un décalage de 11 jours 1/4 entre le calendrier mensuel et le calendrier annuel. Comment les Athéniens faisaient-ils pour organiser ce désordre ? C'est ce que nous ne savons toujours pas aujourd'hui. Les savants supposent que tous les 3 ans, les Athéniens ajoutaient un mois de 30 jours, mais il reste dans ce cas toujours presque 4 jours de décalage, alors à un moment donné les Athéniens ont décidé d'ajouter un mois la 3e année, puis un autre la 5e année et encore un la 8e année, ce qui fait qu'au bout des 3 ans l'année avait toujours 3 jours 3/4 de retard sur l'année solaire, mais qu'au bout des 5 ans elle en avait cette fois 3 jours 3/4 d'avance, et au bout des 8 ans le compte état bon et le compteur remis à zéro, le calendrier athénien coïncidait parfaitement avec le cours des saisons. On appelle ce système le cycle octaétérique. 

Les savants pensent que ce système était en place au moins à la mi-Ve siècle ; toutefois, vers 432, le savant Méton calcula un cycle sur 19 ans qui fonctionnerait ainsi : 7 années avaient un mois intercalaire de 30 jours, par exemple les années 3, 6, 8, 11, 14, 17 et 19 connaissaient un mois intercalaire de 30 jours. Mais le cycle de Méton selon les savants d'aujourd'hui n'a pas été appliqué à Athènes de son vivant, tout juste les Athéniens ont-ils retenu ses principes pour les aider à calculer le calendrier après 404.